# Chiesa dei Santi Rocco e Sebastiano (Pieve di Cento)
La chiesa dei Santi Rocco e Sebastiano è luogo di culto cattolico  situato a Pieve di Cento. I confratelli dell'omonima compagnia iniziarono la costruzione della chiesa, riedificata su un edificio del XV secolo, nel 1615, e la terminarono nel 1628. La chiesa fu sede della confraternita dei Santi Rocco e Sebastiano e della compagnia del Suffragio.  

## Storia e opere
Sulla base di un edificio del XV secolo, la confraternita dei Santi Rocco e Sebastiano nel 1615 decisero l'edificazione di una nuova chiesa più ampia. Il nuovo edificio di culto fu ultimato nel 1628 e benedetto il 16 agosto del medesimo anno.
L'edificio aveva sei altari, uno dei quali dedicato a Santa Maria della Vita. Nel 1922 questo venne smontato e sostituito con il monumento ai caduti della Grande Guerra. All'interno dell'ancona dell'altare maggiore del XVII secolo, nel corso degli anni, furono inserite le statue lignee, realizzate dallo scultore ferrarese Antonio Porri, dei santi Rocco e Sebastiano e la Madonna con Bambino. La pala fu poi intitolata Beata Vergine della Cintura nel cui nome fu eretta una compagnia. Nella chiesa venne fondata anche la compagnia del santo Suffragio.
Tra il 1702 e il 1710, durante i lavori di ristrutturazione della collegiata di Santa Maria Maggiore, la chiesa ospitò il Santissimo Crocifisso.
L'edificio ha subito gravi danni durante il terremoto del 2012 che ne hanno causato l'inagibilità fino al 2024, quando dopo importanti lavori di ristrutturazione e consolidamento sismico, è stata nuovamente riaperta al pubblico.